# Age of Nemesis
Age of Nemesis sind eine ungarische Progressive-Metal-Band.

## Geschichte
Die Band wurde 1997 unter dem Namen Nemesis von Zoltán Fábián, György Nagy, Ákos Thorday, György Pethe und Mihály Szerecsen gegründet. Bereits 1998 nahmen sie ihr erstes Album Nemesis in Eigenregie auf. Ihr Manager Lajos Gulyás verschaffte ihnen damit 1999 eine Plattenvertrag bei dem Label GU^LA Records Ltd., bei dem sie ihr zweites Album Abraxas noch im selben Jahr veröffentlichten. Bei der ungarischen Progfest-Tour 1999 waren sie bereits einer der Headliner. Nach drei weiteren Touren durch Ungarn löste sich die Band am 16. Dezember 2000 auf.
Da Manager Gulyás jedoch an den Erfolg glaubte, überredete er den Hauptsongwriter Zoltán Fábián und György Nagy zum Weitermachen. Zwei Monate später, am 24. Februar 2001, stand das neue Line-up: am Bass Csaba Berczelly, am Schlagzeug László Nagy und für den Gesang Zoltán Kiss (Ex-Belfegor). Im April begannen sie mit der Neuaufnahme ihrer ersten zwei Alben, diesmal aber auf Englisch. For Promotional Use Only wurde weltweit an über 80 Labels und Musikmagazine geschickt. Während des Wartens auf einen neuen Vertrag nahmen sie an der 2001er-Tour des Progfest teil, traten auf mehreren ungarischen Festivals auf und begannen ein Instrumental-Projekt.
Von der Leserschaft des Rock Hard wurden sie zur besten Band ohne Vertrag 2001 gewählt. Der neue Plattenvertrag kam dann von den US-Amerikanern The Laser’s Edge, mit denen sie am 3. September 2002 ihr erstes englischsprachiges Album Eden? in 16 Ländern veröffentlichten. Bei der Veröffentlichung von Psychogeist tauchten jedoch Probleme auf und so wurde die Zusammenarbeit wieder beendet.
Im Dezember 2002 erschien das Konzeptalbum Terra Incognita in Ungarn. Für die englische Version fand sich vorerst kein Label. Daher produzierten sie die Promotion-DVD For Promotional Use Only II. Im Oktober 2003 spielten sie als Vorgruppe der schwedischen Band The Flower Kings. Am 15. Januar 2004 verließ Csaba Berczelly die Band und wurde am 7. März nach einigen Auditionen durch Gábor Krecsmarik ersetzt. Im Sommer spielten sie wieder einige Konzerte, u. a. als Vorband von Judas Priest und Queensrÿche.
Die zweite Promo brachte ihnen einen Vertrag beim Label Magna Carta ein, doch zuvor mussten sie im August 2005 ihren Namen zu Age of Nemesis ändern. Das neue Label veröffentlichte daraufhin im Frühjahr 2006 zuerst Psychogeist und am 2. Februar 2007 schließlich auch die englische Version von Terra Incognita.

## Diskografie
- 1998: Nemesis
- 1999: Abraxas
- 2001: For Promotional Use Only
- 2002: Eden? (Sensory Records)
- 2002: Terra Incognita (ungarische Version)
- 2005: For Promotional Use Only II. (DVD)
- 2006: Psychogeist (Magna Carta)
- 2007: Terra Incognita (englische Version; Magna Carta)